# Queen’s Own Highlanders (Seaforth and Camerons)

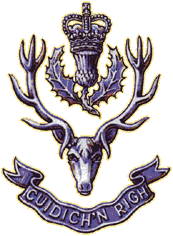
Mützenabzeichen der Queen’s Own Highlanders

Die Queen’s Own Highlanders (Seaforth and Camerons) waren ein schottisches Infanterieregiment der britischen Armee, das von 1961 bis 1994 bestand.

## Geschichte

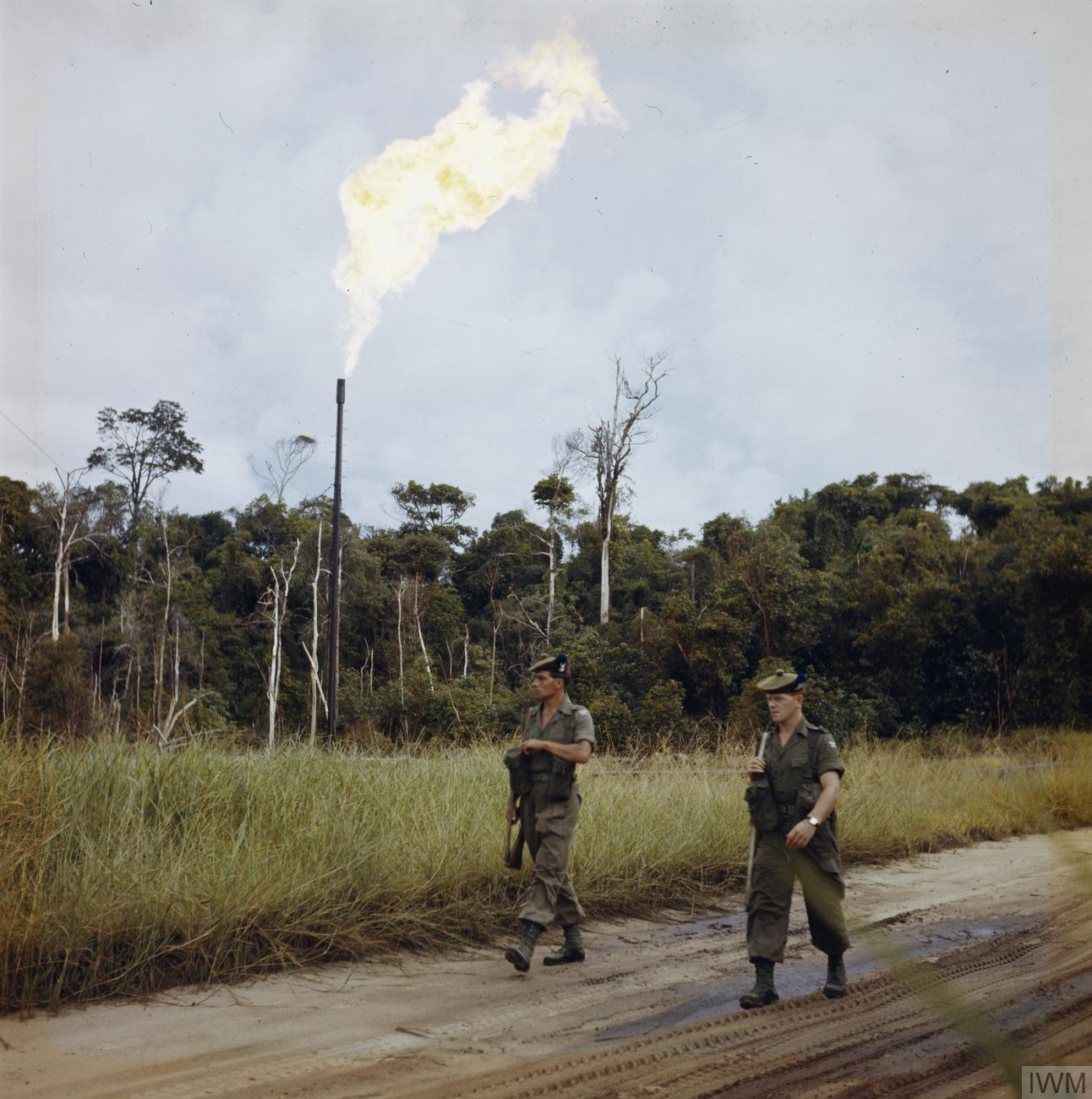
Soldaten der Queen’s Own Highlanders in Brunei, 1963

Das Regiment entstand am 7. Februar 1961 durch Verschmelzung der Seaforth Highlanders (Ross-shire Buffs, The Duke of Albany’s) mit den Queen's Own Cameron Highlanders.
Das Regiment wurde 1962 zur Unterdrückung des Putsches in Brunei, 1963 in der Frühphase der Konfrontation zwischen Indonesien und Malaysia (Konfrontasi) in Borneo, zwischen 1971 und 1993 insgesamt achtmal im Nordirlandkonflikt, 1982 im Falklandkrieg und 2001 im Zweiten Golfkrieg eingesetzt.
Am 17. September 1994 wurden die Queen’s Own Highlanders mit den Gordon Highlanders zu den Highlanders (Seaforth, Gordons and Camerons) verschmolzen. Dieses Regiment wiederum wurde 2006 mit anderen Regimentern zum Royal Regiment of Scotland zusammengeschlossen. Das heutige 4. Bataillon des Royal Regiment of Scotland führt die Tradition der Queen’s Own Highlanders weiter.

## Colonels-in-Chief
Colonel-in-Chief des Regiments war während der gesamten Dauer des Bestehens des Regiments Field Marshal Prince Philip, Duke of Edinburgh.

## Regimental Colonels
Colonel of the Regiment waren:
- 1961–1966: Field Marshal Sir James Cassels
- 1966–1975: General Sir Peter Mervyn Hunt
- 1975–1983: Lieutenant-General Sir Chandos Blair
- 1983–1994: Major-General John Hopkinson